# سمورچه کالیفرنیا
سمورچه کالیفرنیا (نام علمی: Tamias obscurus) نام یک گونه از سرده سمورچه است.